# S/2007 S 2
S/2007 S 2 è il 59º satellite naturale di Saturno. È stato scoperto da Scott Sheppard, David Jewitt, Jan Kleyna e Brian Marsden nel 2007.

## Dati orbitali
S/2007 S 2 orbita intorno a Saturno con un semiasse maggiore di circa 16.560.000  km in circa 793 giorni, con un'eccentricità di 0,218. L'orbita è retrograda e con una inclinazione di circa 176,68°.